# Embalse de Latyan
El embalse de Latyan (en persa سد لتيان, Sadd-e Latyān) se encuentra en el río Jajrood, a menos de 25 km al nordeste de Teherán, al sur de la ciudad de Lavasan. Fue construido con el propósito de suministrar agua corriente a Teherán entre 1963 y 1967. Se encuentra a 40 km al sudoeste del embalse de Lavarak, que tiene el mismo propósito.
En 1969 se añadió un generador de 22,5 MW y en 1987 se añadió otro de las mismas características.
La presa es de contrafuerte, con una pared de hormigón de 107 m de altura y 450 m de longitud. Desde la presa sale un  túnel de 10 km de longitud y 2,7 m de diámetro que lleva el agua a una planta procesadora de agua en Shahid Abbaspoor Blvd., al nordeste de Teherán. El embalse tiene una capacidad de 95 millones de m³, y es eficiente con 85 millones de m³. Tiene una longitud máxima de 6 km y una anchura máxima de unos 750 m.

## La cuenca
El río Jajrood recoge las aguas de una cuenca de unos 450 km², con elevaciones que oscilan entre los 1700 y los 4212 m, con una media de 2340 m y fuertes pendientes. El 91% de la cuenca está cubierto de arbustos de hoja caduca, el 6,2% de bosque caduco, el 1,8% de hierba rala y un 1% es terreno agrícola en la cercanía de las aldeas. El terreno dominante es un loam arcilloso, que cubre el 89,4% de la cuenca. Las precipitaciones entre 2004 y 2005 en Latyan fueron de 802 mm con una temperatura media de 7,9 °C. Estudios más completos muestran una precipitación media que oscila entre 450 y 550 mm en toda la cuenca, donde hay 4 ciudades y 36 aldeas.